# Lecane enowi
Lecane enowi är en hjuldjursart som beskrevs av Segers och Mertens 1997. Lecane enowi ingår i släktet Lecane och familjen Lecanidae. Inga underarter finns listade i Catalogue of Life.